# Heeresgruppe Nord
Gruppo d'armate Nord (tedesco: "Heeresgruppe Nord") è stata la denominazione di tre distinte unità strategiche dell'esercito tedesco, tutte operanti durante la seconda guerra mondiale sul fronte orientale.
Il primo Gruppo d'armate Nord partecipò all'invasione della Polonia del 1939, prima di essere rinominato e trasferito sul fronte occidentale. Il secondo fu costituito nell'ambito della preparazione dell'Operazione Barbarossa, che avrebbe portato alla guerra tra il Terzo Reich e l'Unione sovietica. L'obiettivo strategico del Gruppo d'armate Nord era occupare gli stati baltici e Leningrado, coprendo così il fianco all'avanzata del Gruppo d'armate Centro su Mosca. Accerchiato e chiuso in una sacca in Curlandia nell'inverno del 1944, il Gruppo d'armate Nord fu rinominato in Gruppo d'armate Curlandia prima di essere costretto alla resa dai sovietici.
L'ultimo Gruppo d'armate Nord fu costituito il 25 gennaio 1945, nell'ambito della riorganizzazione dell'apparato difensivo tedesco seguita all'offensiva sovietica nel settore Vistola-Oder. Circondato nella Prussia orientale, anche questo gruppo d’armate fu costretto alla resa dopo la battaglia di Königsberg.

## Campagna di Polonia
Il Gruppo d'armate Nord venne costituito nel 1939, nel contesto di una complessiva riorganizzazione della Wehrmacht in vista di un possibile conflitto. Il 27 agosto 1939 il Generale Fedor von Bock fu posto al comando di questa unità.
Al momento dell'avvio della campagna di Polonia, facevano parte di quest'unità la III Armata (Kuechler) e la IV Armata (von Kluge). La riserva era costituita dalla 10ª Divisione Panzer, dalla 73ª Divisione fanteria, dalla 206ª Divisione fanteria e dalla 208ª Divisione fanteria.
L'area di competenza del Gruppo d'armate Nord era quella a cavallo del cosiddetto corridoio polacco: la IV Armata presidiava il settore alla sinistra di Danzica; la III Armata presidiava invece tutto il settore orientale prussiano, alla destra del corridoio polacco.
Data la disposizione delle truppe in campo, il primo obiettivo strategico del Gruppo d'armate Nord era quello di ricongiungere la IV e la III Armata, attaccando le forze polacche sulla Vistola e circondando la zona di Danzica. Già il 5 settembre (a soli quattro giorni dall'inizio dello scontro) le truppe tedesche avevano raggiunto la Vistola.
Von Bock allora diede il via libera al XIX. Panzerkorps del Generale Heinz Guderian per avviare una manovra in profondità attraverso le retrovie polacche: i carri di Guderian sfondarono con rapidità le difese, raggiungendo la riva orientale del Bug presso Brėst il 14 settembre.
La campagna di Polonia fu un grande successo per i tedeschi; il contributo del Gruppo d'armate Nord a questa campagna fu notevole sia da un punto di vista operativo, sia da un punto di vista legato più strettamente alla teoria militare: le puntate offensive del XIX. Panzerkorps di Guderian dimostrarono infatti l'efficacia dell'utilizzo di mezzi corazzati lanciati autonomamente in profondità attraverso le linee nemiche. Tale esperienza fu fondamentale per il consolidamento della teoria della Blitzkrieg nel corpo degli ufficiali tedeschi.
Il 10 ottobre, a campagna conclusa, il Gruppo d'armate Nord fu rinominato in Gruppo d'armate B e spedito sul fronte occidentale.

## Campagna di Russia
In vista dell'invasione dell'Unione sovietica, il Gruppo d'armate Nord fu ricostituito con la ricollocazione sul fronte orientale del Gruppo d'armate C. Al comando della nuova unità fu nominato il Feldmaresciallo Wilhelm Ritter von Leeb.
La base operativa del Gruppo d'armate Nord era situata nella Prussia orientale, nella zona di Königsberg. Facevano parte di quest'unità la XVI Armata (Busch), la XVIII Armata (Küchler) e la IV Armata corazzata (Höpner). Obiettivo strategico del Gruppo d'armate Nord, nel contesto dell'Operazione Barbarossa, era quello di occupare gli stati baltici e Leningrado, coprendo così il fianco all'avanzata del Gruppo d'armate Centro su Mosca. Secondo il progetto iniziale, la conquista di Leningrado avrebbe addirittura dovuto costituire il primo obiettivo strategico di tutto il fronte: i tentennamenti e le indecisioni su questa operazione ebbero un grave peso sullo sviluppo della guerra.
A soli due mesi dall'inizio della campagna, il Gruppo d'armate Nord aveva praticamente raggiunto tutti i suoi obiettivi strategici: gli stati baltici erano stati occupati con rapidità e le tre armate tedesche erano pronte a lanciare l'offensiva su Leningrado. 

Sovvertendo i piani iniziali, che volevano la conquista di Leningrado come una premessa fondamentale per affrontare con serenità la battaglia per Mosca, Hitler e l'OKH decisero di alleggerire il potenziale offensivo del Gruppo d'armate Nord, trasferendo la IV Armata corazzata di Höpner nel settore operativo del Gruppo d'armate Centro.
L'indecisione negli obiettivi strategici da parte dei vertici politici e militari tedeschi fu un elemento caratterizzante di tutta l'Operazione Barbarossa; elemento che peserà non poco sul sostanziale fallimento strategico di quest'offensiva. A farne le spese in questo caso fu l'assalto del Gruppo d'armate Nord a Leningrado: nonostante la città fosse stata stretta in assedio dalla XVIII Armata, le forze tedesche non ebbero forza sufficiente a spezzare la resistenza sovietica. Dopo quasi due anni e mezzo di assedio, Leningrado venne liberata dalle truppe sovietiche che si riversavano verso occidente nel gennaio del 1944.
Durante il 1942 e il 1943 il Gruppo d'armate Nord non fu coinvolto in operazioni di particolare rilievo, dato che la maggior parte degli scontri e delle offensive avvenne nel settore centro-meridionale del fronte orientale. L'unica novità di rilievo fu la sostituzione nel comando del gruppo del Feldmaresciallo Wilhelm Ritter von Leeb con il Feldmaresciallo Georg von Küchler, precedentemente al comando della XVIII Armata. 

Tuttavia all'inizio del 1944 il Gruppo d'armate Nord fu travolto da un'offensiva lanciata da ben due Fronti sovietici (il Volkhov e il 2. Baltico), forti di ben cinque armate contro le sole due armate tedesche: la XVI. al comando di Hansen e la XVIII al comando prima di Lidemann e poi di Loch. 

A stabilizzare la situazione, come spesso accadde nell'esercito tedesco, venne chiamato il Feldmaresciallo Walther Model, che il 9 gennaio 1944 rilevò il comando del Gruppo d'armate Nord. Abile tattico difensivo, Model riuscì a organizzare un ampio ripiegamento del fronte in territorio estone. Quando la situazione fu stabilizzata, il comando passò al Generale Georg Lindemann.
La pressione dei sovietici però era diventata ormai troppo pesante e, nonostante qualche successo difensivo come nella battaglia di Narva, le linee del Gruppo d'armate Nord vennero sfondate in più punti. Ormai il grosso delle sue forze, situato nella Prussia orientale e in Curlandia, rischiava di essere sopraffatto e circondato. 

Il nuovo Capo di stato maggiore dell'OKH, il Generale Guderian, chiese al Führer di organizzare un ripiegamento generale, per riunirle i resti del Gruppo d'armate Nord con le truppe in difesa del confine tedesco; Hitler fu però irremovibile come al solito: si limitò unicamente a rinominare il 25 gennaio 1945 il Gruppo d'armate Nord in Gruppo d'armate Curlandia, condannandolo così a un'inutile lotta. 

Al Gruppo d'armate Curlandia fu categoricamente vietato ogni arretramento o tentativo di evacuazione. Le truppe combatterono così nella sacca fino alla fine della guerra, quando circa 145.000 uomini si consegnarono ai sovietici.

## La caduta
Il nuovo Gruppo d'armate Nord, composto dai resti del Gruppo d'armate Centro principalmente inquadrati nella IV Armata, fu circondato nella sacca di Danzica il 30 marzo 1945 e sconfitto nella susseguente battaglia di Königsberg. 

Il suo contributo alla difesa del Terzo Reich fu minimo: le unità combattenti erano già stremate dalla lunga lotta, prive di rifornimenti e inferiori nel numero e nei mezzi. L'insensata decisione di Hitler di evitare il ripiegamento di quest'unità, oltretutto causò unicamente ulteriore spargimento di sangue tra i soldati e i civili.

## Linea di comando

### Comandante in capo
- 1º settembre – 3 ottobre 1939, Generaloberst Fedor von Bock
- maggio 1941 – 16 gennaio 1942, Generalfeldmarschall Wilhelm Ritter von Leeb
- 17 gennaio 1942 – 9 gennaio 1944, Generalfeldmarschall Georg von Küchler
- 9 gennaio – 31 marzo 1944, Generalfeldmarschall Walther Model
- 31 marzo – 1º luglio 1944, Generaloberst Georg Lindemann
- 1º luglio - 25 luglio 1944, Generaloberst Johannes Frießner
- 25 luglio 1944 - 25 gennaio 1945, Generalfeldmarschall Ferdinand Schörner
- 25 gennaio – 10 marzo 1945, Generaloberst Lothar Rendulic
- 12 marzo – 5 aprile 1945, Generaloberst Walter Weiss

### Capo di stato maggiore
- 1º settembre – 3 ottobre 1939, Generalmajor Hans von Salmuth
- maggio 1941 – 17 gennaio 1942, Generalleutnant Kurt Brennecke
- 25 gennaio 1942 – 22 gennaio 1943, Generalleutnant Wilhelm Hasse
- 22 gennaio 1943 – 18 luglio 1944, Generalleutnant Eberhard Kinzel
- 19 luglio 1944 - 25 gennaio 1945, Generalmajor Oldwig von Natzmer
- 26 gennaio – 5 aprile 1945, Oberst Ulrich Freiherr von Varnbüler und zu Hemmingen

### Primo ufficiale di stato maggiore
- 1º settembre – 3 ottobre 1939, Oberst Wilhelm Hasse
- maggio 1941 – 1º luglio 1943, Oberst Paul Herrmann
- 1º luglio 1943 – 30 ottobre 1944, Oberst Carl-Ulrich von Gersdorff
- 30 ottobre 1944 – 25 gennaio 1945, Oberst Werner Richter
- 26 gennaio – 5 aprile 1945, Oberstleutnant Albert Schindler

## Teatri operativi e armate
| Periodo        | Teatro operativo    | Armate                                    |
| settembre 1939 | Campagna di Polonia | 3. Armee 4. Armee                         |
| giugno 1941    | Fronte Orientale    | 16. Armee 18. Armee 4. Panzerarmee        |
| ottobre 1941   | Fronte Orientale    | 16. Armee 18. Armee                       |
| settembre 1942 | Fronte Orientale    | 16. Armee 18. Armee 11. Armee             |
| dicembre 1942  | Fronte Orientale    | 16. Armee 18. Armee                       |
| marzo 1944     | Fronte Orientale    | 16. Armee 18. Armee Armee-Abteilung Narwa |
| dicembre 1944  | Fronte Orientale    | 16. Armee 18. Armee                       |
| febbraio 1945  | Fronte Orientale    | 4. Armee Armee-Abteilung Samland          |